# Радиотехнически войски
Радиотехнически войски са род войски от българската армия.

## История

### 1939 – 1944
На 16 януари 1940 г. е създадена първата предупредителна рота в състав от 120 души, включена в състава на пети бомбардировъчен орляк в Пловдив. Командир на ротата е капитан Цветан Мирчев. От 15 юни същата година се създава предупредителен орляк, дислоциран в София и четири предупредителни роти в Божурище, Пловдив, Ямбол и Горна Оряховица. При избухването на Втората световна война се прави частична реорганизация, като първа предупредителна рота е разделена на три радиороти с по три взвода всяка. На 13 август 1942 г. със заповед № 107 е създадена Въздушно-предупредителна служба. В резултат на това са сформирани три предупредителни орляка. През 1944 г. орляците стават пет.

### 1944 – 1990
След 1944 г. състава на предупредителните роти е демобилизиран, а голяма част от предупредителните постове са закрити. Същото се случва и с предупредителните орляци. През 1947 г. въздушно-предупредителните роти на зенитно-артилерийските полкове са събрани, за да се сформира въздушно-предупредителна дружина. Дружина е с щаб в Ямбол и е подчинена на командването на Въздушните войски. Първи командир майор Борислав Чешмеджиев. На 18 октомври 1949 г. дружината е преместена в София. На 25 януари 1950 г. се създават първите въздушнонаблюдателни постове. Дружината се разформирова на 15 август 1950 г., като от нея се формира 58-и полко ВНОС (въздушно наблюдение, оповестяване и свръзки). Само след година на 30 април 1951 г. е разформирован, като са създадени три батальона на гарнизон в София, Стара Загора, Варна.
Радиотехническите войски са създадени на 18 март 1952 г. със Заповед № 108 на министъра на отбраната от тогавашната Въздушно-предупредителна служба. От трите батальона се създават полкове, помещаващи се в гарнизоните на батальоните, с изключение на третия, който междувременно е преместен в Търговище. Втори полк се премества в Граф Игнатиево, а трети полк в Ямбол. От 1958 г. войските имат нова структура, като са образувани три радиотехнически полка, дислоцирани в София, Граф Игнатиево и Ямбол. През 1961 г. втори радиотехнически полк се разформирова и част от служителите и материалната част преминават към първи отделен радиотехнически батальон. През 1965 г. се създава център за обучение на специалисти за нуждите на Радиотехнически войски в село Габровница с военнопощенски номер 10080А. От 5 октомври 1968 г. първи и втори полк са разформировани и на тяхно място е създадена радиотехническа бригада, включена в състава на първа дивизия ПВО, базирана в Божурище. Командир на бригадата става полковник Дечо Дечев. Третият полк е включен в състава на втора дивизия ПВО, базирана в Ямбол и е с командир полковник Никола Колев. Към 1968 г. Радиотехническите войски имат следната структура:
- Първа радиотехническа бригада (Щаб в София, от 1974 в Божурище)
- 3-ти радиотехнически полк (Ямбол)
- 10-и отделен радиотехнически батальон (Пловдив)

## 1990 –
През 1996 г. 10-и отделен радиотехнически батальон е разформирован, като остават да функционират радиотехническата бригада и полка в Ямбол.
Понастоящем формированията на радиотехническите войски са включени в Интегрираната система за ПВО на НАТО.

## Командири
Званията са към датата на заемане на длъжността:
- Полковник Николай Матов Геров (1952 – 1956 г.)
- Полковник Христо Стойков Попов (1956 – 1966 г.)
- Генерал-майор Георги Найденов (1966 – 1971 г.)
- Полковник Дечо Георгиев Дечев (1971 – 1978 г.)
- Генерал-майор Дамян Попов (1978 – 1991 г.)
- Полковник Драгия Райчев Драгиев (ид 1991 – 2000)
- Полковник Веселин Тодоров Цолов (2000 – 2002 г.)
- Полковник Петър Нонов Нинов (2002 – 2005 г.)
- Полковник Венцислав Иванов Пехливански (от 2005 г.)